# Легенда о Королях-Драконах
Sohryuden:Legend of the Dragon Kings (яп. 創竜伝 Легенда о Королях-Драконах) — серия ранобэ, основанная на древнекитайской мифологии. Автор оригинала Ёсики Танака, иллюстратор Ёситака Амано. Манга была написана с юмористическим и сатирическим оттенком и публиковалась до 2005 года. Было выпущено всего 13 томов. На основе сериала был выпущен OVA-сериал из 12 серий по 45 минут. 24 июля 2008 года американское издательство Del Rey объявила на выставке Comic Con, что приобрела лицензию на распространение ранобэ на территории США. Сам OVA-сериал также был дублирован на английском, испанском и тагальском языках для показа на территории Англии, Австралии, Испании и Филиппин.

## Сюжет
Ещё в начале времён существовало четыре великих дракона-брата: дракон восточного неба, дракон южных морей, дракон западных островов и дракон северных океанов. Однажды они спустились на землю, приняли облик людей, и каждый брат создал свою могущественную цивилизацию и положил начало роду драконов. Существует пророчество, что через 3000 лет братья снова придут в человеческий мир. В наше время (80-е годы) в Японии есть четыре необычных брата. Недавно они потеряли родителей и теперь вместе живут,в родительском доме. Они знают, что в них течёт кровь дракона и обладают сверхчеловеческими способностями, например огромной скоростью и физической силой. Но только оказавшись в смертельной ситуации они могут полностью пробудиться. Однажды группа злоумышленников похищает младшего брата Амару, но старший брат Овару спасает его. После этого атаки на братьев постоянно повторяются, но безуспешно. Злоумышленники прибегают к радикальным методам: все их счета в банках замораживают, с работы увольняют старшего брата, а других братьев отстраняют от учёбы, в их доме отключают свет, электричество, воду, а сам дом передаётся в руки частной компании. Позже инсценируется убийство — якобы четверо братьев зверски убили семью дяди и двоюродной сестры Мацури. Братья официально становятся преступниками. Они идут на контакт со злоумышленниками, и глава организации Камакура-но-Годзэн рассказывает, что Америкой правит организация «Четыре сестры», которая хочет взять под контроль и экономику Японии. Его же организация которая сама держит под контролем экономику и систему Японии борется с «Четырьмя сёстрами», и для этого ему нужна сила драконов.

## Список персонажей
Хадзимэ Рюдо (голубой дракон восточного неба)
Сейю: Хидэюки Хори
Самый старший из братьев. После того, как потерял родителей и дедушку, стал главным в семье, принимает решения. Ему 23 года, он самый высокий, и у него короткие уложенные чёрные волосы. Работает учителем истории в средней школе академии Кёва, когда-то основанной его дедушкой, был уволен своим дядей, директором академии, из-за того, что дядю подкупила злоумышленная организация. Самый спокойный из братьев и самый умный. Тщательно продумывает ход событий и сразу видит подвохи и ловушки. Хадзимэ также самый сильный из братьев, у него отлично отточены боевые навыки. В обличье дракона контролирует силу тяжести и других драконов.
Цудзуку Рюдо (красный дракон южных морей)
Сейю: Нобуо Тобита
Второй брат, ему 19 лет, и у него каштановые волосы. Самый симпатичный из всех братьев, особенно привлекает много внимания девочек из колледжа. Тем не менее он реагирует на них равнодушно. Очень ухоженный, воспитанный и вежливый. У него саркастичный и хищный взгляд (как правило встречается у злых персонажей) Кроме того, он придумывает планы, чтобы помочь своим братьям выбраться из тяжёлой ситуации. Очень уважает Хадзимэ и слушает его полезные советы. Часто подшучивает над Овару и защищает Амару. Он в обличье дракона способен управлять огнём.
Овару Рюдо (белый дракон западных островов)
Сейю: Дайки Накамура
Третий брат, ему 15 лет, у него встрёпанные чёрные волосы. Самый энергичный и весёлый из братьев. Обладает огромным аппетитом. Хотя он одарённый ученик колледжа, он показывает своё презрение к школе, и ему лень там учится. Часто его отчитывает Хадзимэ. Овару всегда находится рядом со своим маленьком братом и смотрит за ним. Каждый раз, когда он отвлекается, Амару попадает в дурные ситуации. При конфликте первый лезет в драку. У него отличные боевые навыки. К Хадзимэ в своём роде относится как к отцу. Но смеётся, когда тот пытается ухаживать за Амару. В облике дракона способен управлять ветром и звуком.
Амару Рюдо (чёрный дракон северных океанов)
Сейю: Каппэй Ямагути
Самый младший из братьев. Ему 13 лет. Он же самый уязвимый из всех, так как его сила недавно пробудилась, и он не может управлять ей. Он очень нежный и заботливый, а иногда демонстрирует зрелость большую, чем у Овару. Всегда находится рядом с Овару и видит в нём защитника. В отличие от старших братьев, никогда не идёт в бой. Но когда оказывается в смертельных ситуациях, в нём пробуждается огромная сила. Он также первый, кто высвободил полностью силу дракона. В облике дракона способен управлять водой.
Мацури Тоба
Сейю: Сакико Тамагава
Мацури, 18 лет. Она племянница братьев и часто приходит в их дом, чтобы навести порядок и приготовить еду. Очень весёлая и сильная. Умеет отстаивать своё мнение. Всегда готова помочь братьям в любых ситуациях. Между Мацури и Хадзимэ однажды просыпается некое чувство, но они держат себя в рамках дозволенного. Она также главная наследница академии Кёва и не приветствует политику отца, который хочет ради своей выгоды выдать замуж дочь за глупого и некрасивого сына высокопоставленного человека. Была похищена злоумышленниками для инсценировки её смерти. Позже она продемонстрировала отличные навыки развязывания верёвок, будучи завязанной.
Сэйтиро Тоба
Сейю: Син Аомори
Отец Мацури и дядя четырёх братьев, глава академии Кёва, основанной дедом четырёх братьев Рюдо. Он испорчен властью и готов на всё, чтобы стать министром образования, для этого идёт на самые низкие и пакостные поступки, доходит даже до обмана своей семьи. Так например, ради денег выгнал всех братьев из академии Кёва. Очень трусливый и жадный. Его презирают даже Мацури и братья.
Саэко Тоба
Сейю: Рихоко Ёсида
Мать Мацури, а также жена Сэйтиро. Очень спокойная. Предполагается, что Сэйтиро женился на Саэко, чтобы получить в наследство академию Кёва, основанную отцом Саэко и дедушкой братьев Рюдо. Братья уважают её гораздо больше, чем мужа.
Камакура-но-Годзэн
Сейю: Тикао Оцука
90-летний старик, имеет огромное влияние на политическом уровне в мире. Именно он начал давить на братьев, чтобы заполучить их силу. Когда-то давно был обыкновенным человеком, но проник в деревню драконов и убил там женщину, забрав всю её кровь до последней капли. Несколько месяцев у него была лихорадка, после чего его тело преобразилось и теперь у него есть некоторые способности драконов, такие как долголетие и неуязвимость. Однако для того, чтобы поддерживать силу, ему нужно было вводить маленькие дозы крови той женщины. Но через 50 лет вся кровь была израсходована и он решил забрать кровь у братьев. Вскоре был убит ими.
Леди Л
Наполовину японка, родилась в США. Секретный агент корпорации «Четыре сестры», а также представитель Фонда Маллиган. В прошлом организация пыталась взять под контроль экономику Японии, но их остановил Додзэн Камакура. Она американка по национальности, но у неё есть японская кровь, которую она ненавидит. В прошлом её японскую бабушку изнасиловали русские солдаты, так родилась её мать. Но мать не была принята в Японии из-за смешанного происхождения и уехала в Америку. Там она встретила будущего отца Леди Л, американца. Позже Леди Л решила попробовать использовать силу братьев и уничтожить Японию. Но её расстреливают, она падает с корабля в море и погибает.

## Восприятие
Джастин Севакис, рецензент сайта Anime News Network в своём обзоре OVA-сериала по мотивам ранобэ назвал аниме худшей адаптацией, меркнувшей на фоне оригинального произведения автора Ёсики Танаки. Анимация и прорисовка в аниме выглядят грубо и дёшево. Выпуск OVA-серий сопровождался оглушительным провалом в Японии и слабыми продажами в Англии и США. Хотя сюжет в сериале скучен и прямолинеен, он может показаться интересным тем, кто интересуется ретро-анимацией, переполненной духом 80-х годов. 